# Pseudochondrostoma duriense
Pseudochondrostoma duriense är en fiskart som först beskrevs av Coelho, 1985.  Pseudochondrostoma duriense ingår i släktet Pseudochondrostoma och familjen karpfiskar. IUCN kategoriserar arten globalt som sårbar. Inga underarter finns listade i Catalogue of Life.